# 京田辺本線料金所
京田辺本線料金所（きょうたなべほんせんりょうきんしょ）は、京都府京田辺市の第二京阪道路の本線上にある料金所である。
大阪府内の均一制料金区間と京都府内の距離制料金区間の境界にあたる。京都方面の料金所では門真JCT-交野南IC間の均一制料金の徴収 と通行券発券を、大阪方面の料金所では入口インターチェンジから本料金所までの距離制料金と本料金所-交野南IC間の均一制料金の徴収を行っている。
2010年の第二京阪道路全線開通までは、大阪府内にあるのは枚方東ICのみであったため、京都方面の料金所では枚方東ICを入口とする通行券発券を、大阪方面の料金所では入口インターチェンジから枚方東ICまでの料金徴収を行っていた。
なお、2010年3月20日に本線料金所に隣接する形 で京田辺松井ICが設置され、さらに2017年4月30日に本線料金所のすぐ京都寄りに八幡京田辺JCTが設置された。

## 料金所

### 門真JCT・大阪方面
- ブース数：5
  - ETC専用：2
  - ETC/一般：1
  - 一般：2

### 久御山JCT・京都方面
- ブース数：4
  - ETC専用：2
  - ETC/一般：1
  - 一般：1

2003年の開設時には上下線各3ブース（ETC専用：1、一般：2）であったが、2010年の第二京阪道路全線開通に先立ち2009年秋に上下線各2ブース（ETC専用：1、一般：1）を増設した。ブース増設後全線開通までの間は、既設ブース改修のため増設ブースのみ使用し、2010年3月20日の全線開通に合わせて改修の完了した既設ブースの使用を再開した。なお、京都方面料金所の増設ブースのうち1ブース（一般）は仮設であり、既設ブースの使用再開後撤去された。

## 歴史
- 2003年3月30日 : 巨椋池IC-枚方東IC間開通に伴い供用開始
- 2010年3月20日 : 枚方東IC-門真JCT間開通に伴い京田辺松井インターチェンジ供用開始

## 隣
E89 第二京阪道路
(4) 八幡東IC - (10) 八幡京田辺JCT - 京田辺TB - (5) 京田辺松井IC - 京田辺PA - (6) 枚方東IC